# Giornate degli autori
Les Giornate degli autori, appelés communément « Venice Days » ou « Journées des Auteurs », forment une sélection parallèle de la Mostra de Venise ; c'est l'équivalent de la Quinzaine des réalisateurs à Cannes et la section Panorama de Berlin. Il s'agit en quelque sorte d'une relecture, par un groupe de sélectionneurs chapeautés par l'Associazione nazionale autori cinematografici (it) (ANAC), des œuvres présentées à la Mostra à la recherche d'innovation, d'originalité d'expression et d'indépendance. C'est aussi un lieu de rencontre pour les producteurs, réalisateurs, distributeurs intéressée par de tels objectifs, et cela devient de fait un endroit où les professionnels se retrouvent autour des réalisateurs émergents et de leurs œuvres, annonçant et suivant les œuvres des Jean-Marc Vallée, Denis Villeneuve, ou  Michael Rowe, Laurent Cantet, par exemple.

## Historique
Les Giornate degli autori sélectionnent 12 films du monde entier ; leur projection est combinée à des événements spéciaux et des réunions qui ont lieu pendant les Journées à la Villa des Réalisateurs.
La coordination des Jours est confiée au délégué général, qui collabore avec les professionnels de l'industrie, des experts internationaux et de jeunes étudiants du diplômé 'Dams de l'Université de Bologne.
Cette formule, inchangée au fil des ans (12 films du monde entier, ainsi que des hommages et des événements spéciaux), célèbre les talents et le renouvellement du langage cinématographique contre « l'approbation du goût », et cherche à motiver et impliquer les associations d'auteurs pour y nourrir un espace libre de rencontre et de discussion, dans le cadre d'un grand festival international.

## Prix décernés
Venice Days est essentiellement non compétitif. Cependant, certains prix sont remis par des partenaires :
Les prix officiels de Venice Days sont :
- Le prix principal, le Prix du réalisateur des Giornate degli autori, remis par le Jury officiel des Venice Days, dirigé par un cinéaste et composé des participants au programme 28 Times Cinema du Parlement européen. Le prix  est accompagné d'une bourse de 20 000 € à répartir à parts égales entre le réalisateur et le distributeur international du film, qui accepte d'utiliser la somme reçue pour promouvoir le film primé internationalement.
- Le prix du public BNL People pour les films de la sélection officielle, offert par le commanditaire principal de Venice Days.
- Le Label Europa Cinemas, dédié aux films produits et co-produits en Europe. Le label a été créé par un réseau d'exposants européens de haut calibre, avec le soutien du Programme MEDIA de l'Union européenne. Il se compose d'une contribution financière à la distribution et à la promotion, ainsi que d'une garantie pour le film gagnant qu'il sera montré dans les cinémas appartenant au réseau.
- Tous les premiers longs métrages présentés aux Venice Days sont éligibles pour le prix Luigi De Laurentiis (Lion du Futur), organisé et promu par la Mostra, et s'accompagnant de 100.000 USD.
- Tous les films participant aux Journées sont également en compétition pour les prix parallèles, remis lors d'une cérémonie ayant  lieu le dernier jour du Festival.

## Dirigeants
- Giorgio Gosetti

## Éditions
Le surlignage indique que le film est gagnant du Prix du réalisateur des Giornate degli autori.

### Sélection officielleGiornate degli autori2012
| Titre français ou international | Titre original     | Réalisateur(s)      | Pays de production            |
| ------------------------------- | ------------------ | ------------------- | ----------------------------- |
| Héritage                        |                    | Hiam Abbass         | France, Israël et Turquie     |
| Queen of Montreuil              | Queen of Montreuil | Sólveig Anspach     | France                        |
| Keep Smiling                    |                    | Rusudan Chkonia     | France, Géorgie et Luxembourg |
| Blondie                         | Blondie            | Jesper Ganslandt    | Suède                         |
| The Weight                      | 무게               | Jeon Kyu-hwan       | Corée du Sud                  |
| Epilogue                        | Epilogue           | Amir Manor          | Israël                        |
| The Triplet                     | Il Gemello         | Vincenzo Marra      | Italie                        |
| Acciaio                         | Acciaio            | Stefano Mordini     | Italie                        |
| Les Histoires qu'on raconte     | Stories We Tell    | Sarah Polley        | Canada                        |
| Kinshasa Kids                   | Kinshasa Kids      | Marc-Henri Wajnberg | Belgique et France            |

### Sélection officielleGiornate degli autori2013
| Titre français ou international | Titre original     | Réalisateur(s)                      | Pays de Production  |
| ------------------------------- | ------------------ | ----------------------------------- | ------------------- |
| Alienation                      |                    | Milko Lazarov                       | Bulgarie            |
| La Belle Vie                    | La Belle Vie       | Jean Denizot                        | France              |
| Bethlehem                       | Bethlehem          | Yuval Adle                          | Belgique, Allemagne |
| Gerontophilia                   | Gerontophilia      | Bruce LaBruce                       | Canada              |
| Kill Your Darlings              | Kill Your Darlings | John Krokidas : Prix du réalisateur | États-Unis          |
| Nobody's home                   | Koksuk             | Deniz Akçay Katıksız                | Turquie             |
| May in Summer                   | May in Summer      | Cherien Dabis                       | États-Unis, Qatar   |
|                                 | La mia classe      | Daniele Gaglianone                  | Italie              |
|                                 | La Reconstruccion  | Juan Taratugo                       | Argentine           |
| Rigor Mortis                    | Rigor Mortis       | Juno Mak                            | Hong Kong           |
| Siddharth                       | Siddharth          | Richie Mehta                        | Inde, Canada        |
| Traitors                        | Traitors           | Sean Gullette                       | Maroc, États-Unis   |

### Sélection officielleGiornate degli autori2014
| Titre français    | Titre original     | Réalisateur(s)                       | Pays de production |
| ----------------- | ------------------ | ------------------------------------ | ------------------ |
| El Cinco          | El 5 de talleres   | Adrián Biniez                        | Argentine, Uruguay |
| Return to Ithaca  | Retour à Ithaque   | Laurent Cantet (Prix du réalisateur) | France             |
|                   | Before I Disappear | Shawn Christensen                    | États-Unis         |
| The Smell of Us   | The Smell of Us    | Larry Clark                          | France             |
| Messi             | Messi              | Álex de la Iglesia                   | Espagne            |
| Nos enfants       | I nostri ragazzi   | Ivano De Matteo                      | Italie             |
| Les Nuits d'été   | Les Nuits d'été    | Mario Fanfani                        | France             |
| Patria            | Patria             | Felice Farina                        | Italy              |
| Fin de partie     | Mita Tova          | Tal Granit, Sharon Maymon            | Israël, Allemagne  |
| Métamorphoses     | Métamorphoses      | Christophe Honoré                    | France             |
| Between 10 and 12 | Tussen 10 en 12    | Peter Hoogendoorn                    | Pays-Bas           |
| One on One        | 일대일             | Kim Ki-duk                           | Corée du Sud       |
| The Goob          | NC                 | Guy Myhill                           | Royaume Uni        |
| Labour of Love    | Asha jaoar majhe   | Aditya Vikram Sengupta               | Inde               |
| They Have Escaped | He ovat paenneet   | JP Valkepää                          | Finlande, Pays-Bas |

### Sélection officielleGiornate degli autori2015
| Titre français           | Titre original           | Réalisateur(s)                     | Pays de production                             |
| ------------------------ | ------------------------ | ---------------------------------- | ---------------------------------------------- |
| La Mémoire de l'eau (en) | La memoria del agua      | Matías Bize                        | Chili, Espagne, Argentine, Allemagne           |
| À peine j'ouvre les yeux | À peine j'ouvre les yeux | Leyla Bouzid                       | France, Tunisie, Belgique, Émirats arabes unis |
| 'Viva la sposa           | Viva la sposa            | Ascanio Celestini                  | Italie, France, Belgique                       |
| Klezmer                  | Klezmer                  | Piotr Chrzan                       | Pologne                                        |
| Appel inconnu            | El desconocido           | Dani de la Torre                   | Espagne                                        |
| Lolo                     | Lolo                     | Julie Delpy                        | France                                         |
| Arianna                  | Arianna                  | Carlo Lavagna                      | Italie                                         |
| First Light              | La prima luce            | Vincenzo Marra                     | Italie                                         |
| Island City              | Island City              | Ruchika Oberoi                     | Inde                                           |
| Underground Fragrance    | Underground Fragrance    | Pengfei                            | France, Chine                                  |
| Early Winter             | Early Winter             | Michael Rowe : Prix du réalisateur | Australie, Canada                              |
| The Daughter             | The Daughter             | Simon Stone                        | Australie                                      |

## 2016
- The War Show

## 2017
- Candelaria de Jhonny Hendrix Hinestroza[1]

## 2018
- C'est ça l'amour de Claire Burger[2],[3]

## 2019
- La Llorona de Jayro Bustamante[4]

## 2020
- Le Chasseur de baleine (Китобой, Kitoboï) de Philippe Youriev (ru)[5]

## 2021
- Imaculat de Monica Stan (ro) et George Chiper-Lillemark[6]